# ナルコトリン
ナルコトリン(Narcotoline)は、オピエートアルカロイドであり、化学的にはノスカピンと関連がある。脳内でノスカピンと同じ受容体に結合し、鎮咳薬として作用する。組織培養の培地にも用いられてきた。

## 源
ケシから得ることができる。高モルヒネ含有種よりも、ケシの実を取るための食用の栽培品種に多い。